# タガロア
タガロア（Tagaloa）は、オーストラリアの競走馬。2020年ブルーダイヤモンドステークスの勝ち馬である。

## 経歴

### デビュー前
本馬はロードカナロア産駒の南半球向け時差交配でオーストラリアに輸出された母ヴァシリーサがアローフィールドスタッドで生産した逆輸入馬である。

### 2歳 (2019/20シーズン)
2019年11月7日フレミントン競馬場のマリビノンプレート(G3)でデビューし3着。続く11月30日ムーニーヴァレー競馬場の条件戦を制し2戦目で初勝利を挙げる。
2020年2月8日のブルーダイヤモンドプレリュード(G3)では中団追走も直線で伸びを欠き4着に終わる。G1初挑戦となった2月22日のブルーダイヤモンドステークスでは7番人気タイの低評価であったが、道中3番手から追走すると直線で鮮やかに抜け出し、最後は1番人気ハンシアティックの追撃を振り切ってG1競走初制覇を果たした。
その後、3月7日のトッドマンスリッパートライアルステークス (G2)では後方から追い込んたが2着に敗れた。
3月21日のゴールデンスリッパーステークス(G1)では2番人気に推されたが4着だった。1着はヒュー・ボウマン騎乗のファーナン（父ノットアシングルダウト）、勝ちタイムは1分10秒19であった｡

### 3歳 (2020/21シーズン)
シーズン初戦となった8月29日のHDFマクニールステークス (G3)では3着と好走するも、続く9月のインヴィテーションステークスは6着、10月のコーフィールドギニーは脚の負傷が響いて最下位14着、2021年1月のマンフレッドステークス(G3)は3着と惨敗が続いた。2月13日のCSヘイズステークス (G3) では道中2番手を追走すると残り300mで先頭に立ち、最後はアイザアーの追撃を1馬身差振り切り久々の勝利を挙げた。2月27日のオーストラリアンギニーでは序盤で先頭に立ち軽快に逃げると、直線に入り後続を突き放し、一時は2馬身程のリードを広げるも、中団から末脚を伸ばした最低人気のルナーフォックスにゴール前でかわされ、さらに最後方からチェリートルトーニにも急襲されて3着となった。4月24日のオールエイジドステークス9着を最後に現役を引退、ユーロンスタッドで種牡馬となる。

## 血統表
| タガロア（Tagaloa）の血統   | タガロア（Tagaloa）の血統                               | タガロア（Tagaloa）の血統 | （血統表の出典）  | （血統表の出典）  |
| 父系                        | キングマンボ系                                          | キングマンボ系            | キングマンボ系    |                   |
| 父 ロードカナロア 2008 鹿毛 | 父の父キングカメハメハ 2001 鹿毛                        | Kingmambo                 | Mr. Prospector    | Mr. Prospector    |
| 父 ロードカナロア 2008 鹿毛 | 父の父キングカメハメハ 2001 鹿毛                        | Kingmambo                 | Miesque           |                   |
| 父 ロードカナロア 2008 鹿毛 | 父の父キングカメハメハ 2001 鹿毛                        | *マンファス               | *ラストタイクーン | *ラストタイクーン |
| 父 ロードカナロア 2008 鹿毛 | 父の父キングカメハメハ 2001 鹿毛                        | *マンファス               | Pilot Bird        |                   |
| 父 ロードカナロア 2008 鹿毛 | 父の母レディブラッサム 1996 鹿毛                        | Storm Cat                 | Storm Bird        | Storm Bird        |
| 父 ロードカナロア 2008 鹿毛 | 父の母レディブラッサム 1996 鹿毛                        | Storm Cat                 | Terlingua         |                   |
| 父 ロードカナロア 2008 鹿毛 | 父の母レディブラッサム 1996 鹿毛                        | *サラトガデュー           | Cormorant         | Cormorant         |
| 父 ロードカナロア 2008 鹿毛 | 父の母レディブラッサム 1996 鹿毛                        | *サラトガデュー           | Super Luna        |                   |
| 母 ヴァシリーサ 2012 栗毛   | 母の父ハーツクライ 2001 鹿毛                            | *サンデーサイレンス       | Halo              | Halo              |
| 母 ヴァシリーサ 2012 栗毛   | 母の父ハーツクライ 2001 鹿毛                            | *サンデーサイレンス       | Wishing Well      |                   |
| 母 ヴァシリーサ 2012 栗毛   | 母の父ハーツクライ 2001 鹿毛                            | アイリッシュダンス        | *トニービン       | *トニービン       |
| 母 ヴァシリーサ 2012 栗毛   | 母の父ハーツクライ 2001 鹿毛                            | アイリッシュダンス        | *ビユーパーダンス |                   |
| 母 ヴァシリーサ 2012 栗毛   | 母の母*ペンカナプリンセス Penkenna Princess 1991 黒鹿毛 | Pivotal                   | Polar Falcon      | Polar Falcon      |
| 母 ヴァシリーサ 2012 栗毛   | 母の母*ペンカナプリンセス Penkenna Princess 1991 黒鹿毛 | Pivotal                   | Fearless Revival  |                   |
| 母 ヴァシリーサ 2012 栗毛   | 母の母*ペンカナプリンセス Penkenna Princess 1991 黒鹿毛 | Tiriana                   | Common Grounds    | Common Grounds    |
| 母 ヴァシリーサ 2012 栗毛   | 母の母*ペンカナプリンセス Penkenna Princess 1991 黒鹿毛 | Tiriana                   | Proudfoot         |                   |
| 母系(F-No.)                 | 21号族(FN:21-a)                                         | 21号族(FN:21-a)           | 21号族(FN:21-a)   | [ § 2 ]           |
| 5代内の近親交配             | Nureyev 5×5=6.25%                                       | Nureyev 5×5=6.25%         | Nureyev 5×5=6.25% | [ § 3 ]           |
| 出典                        | 1. 2. 3.                                                | 1. 2. 3.                  | 1. 2. 3.          | 1. 2. 3.          |

- 6代母Noble Treasureの半姉Crown Treasureの仔に欧州G1競走6勝を挙げたグリントオブゴールド（Glint of Gold）、半妹Kanzの孫に欧州でG1競走4勝のアルカジーム（Al Kazeem）がいる。